# Gentiana gyirongensis
Gentiana gyirongensis, vrsta sirištare ili srčanika, biljke iz porodice sirištarki. Jednogodišnja je zeljasta biljka plavih cvjetova koja raste po sjenovitim padinama na jugozapadu Tibeta i Nepalu. Na kineskom je poznata kao 吉隆龙胆 (ji long long dan)
Opisana je 1984. godine. .